# مارتا بوتو
مارتا بوتو (انگلیسی: Martha Boto; ۲۷ دسامبر ۱۹۲۵ – ۱۳ اکتبر ۲۰۰۴) هنرمند، و مجسمه‌ساز اهل آرژانتین بود.